# Mistrzostwa Panamerykańskie w Zapasach 2023
Mistrzostwa panamerykańskie w zapasach w 2023 roku zostały rozegrane w dniach 3-7 maja w mieście Buenos Aires w Argentynie, na terenie Tecnópolis Arena.

## Tabela medalowa
Gospodarz zawodów został zaznaczony kolorem.
| Miejsce | Kraj              | Złoto | Srebro | Brąz | Razem |
| 1.      | Stany Zjednoczone | 20    | 1      | 3    | 24    |
| 2.      | Kuba              | 5     | 3      | 7    | 15    |
| 3.      | Kanada            | 2     | 5      | 6    | 13    |
| 4.      | Ekwador           | 2     | 2      | 3    | 7     |
| 5.      | Kolumbia          | 0     | 4      | 5    | 9     |
| 6.      | Wenezuela         | 0     | 4      | 4    | 8     |
| 7.      | Portoryko         | 0     | 3      | 2    | 5     |
| 8.      | Brazylia          | 0     | 2      | 4    | 6     |
| 9.      | Meksyk            | 0     | 2      | 1    | 3     |
| 10.     | Honduras          | 0     | 2      | 0    | 2     |
| 11.     | Chile             | 0     | 1      | 1    | 2     |
| 12.     | Argentyna         | 0     | 0      | 6    | 6     |
| 13.     | Dominikana        | 0     | 0      | 2    | 2     |
| 14      | Barbados          | 0     | 0      | 1    | 1     |
| 14      | Gwatemala         | 0     | 0      | 1    | 1     |
| 14      | Jamajka           | 0     | 0      | 1    | 1     |
| 14      | Peru              | 0     | 0      | 1    | 1     |
| Razem   | Razem             | 29    | 29     | 48   | 106   |

## Wyniki

### styl klasyczny
| Waga   | Złoto:           | Srebro:        | Brąz:                             |
| 55 kg  | Dalton Duffield  | José Rodríguez | Axel Rolón                        |
| 60 kg  | Dalton Roberts   | Jeremy Peralta | Kevin de Armas Raiber Rodríguez   |
| 67 kg  | Luis Orta        | Néstor Almanza | Julián Horta Andrés Montaño       |
| 72 kg  | Justus Scott     | Kenedy Pedrosa | José Alejandro García             |
| 77 kg  | Kamal Bey        | Yosvanys Peña  | Jaír Cuero Muñoz Wuileixis Rivas  |
| 82 kg  | Spencer Woods    | José Mosquera  | John Yeats                        |
| 87 kg  | Daniel Grégorich | Luis Avendaño  | Alan Vera Carlos Muñoz            |
| 97 kg  | Joe Rau          | Kevin Mejía    | Igor Alves Carlos Adames          |
| 130 kg | Óscar Pino       | Gino Ávila     | Eduard Soghomonian Yasmani Acosta |

### styl wolny
| Waga   | Złoto:               | Srebro:          | Brąz:                               |
| 57 kg  | Thomas Gilman        | Darian Cruz      | Santiago Hernández Pedro Mejías     |
| 61 kg  | Vitali Arujau        | Joseph Silva     | Jason Luneau                        |
| 65 kg  | John Diakomihalis    | Alejandro Valdés | Sebastian Rivera Agustín Destribats |
| 70 kg  | Zain Retherford      | Connor Quinton   | Mauricio Lovera                     |
| 74 kg  | Kyle Dake            | Franklin Gómez   | Cesar Bordeaux Franklin Marén       |
| 79 kg  | Jordan Burroughs     | Jasmit Phulka    | Néstor Tafur Shane Jones            |
| 86 kg  | Yurieski Torreblanca | Alex Moore       | Mark Hall Carlos Izquierdo          |
| 92 kg  | Michael Macchiavello | Jeremy Poirier   | Luis Villagómez                     |
| 97 kg  | Kyle Snyder          | Arturo Silot     | Nishan Randhawa Luis Pérez          |
| 125 kg | Dominique Bradley    | José Díaz        | Catriel Muriel Aaron Johnson        |

### kobiety styl wolny
| Waga  | Złoto:              | Srebro:              | Brąz:                              |
| 50 kg | Sarah Hildebrandt   | Jacqueline Mollocana | Yusneylis Guzmán Patricia Bermúdez |
| 53 kg | Lucía Yépez         | Betzabeth Argüello   | Karla Acosta Laura Hérin           |
| 55 kg | Diana Ford          | Alisha Howk          | Adrianny Castillo                  |
| 57 kg | Luisa Valverde      | Giullia Rodrigues    | Ángela Álvarez Betzabeth Sarco     |
| 59 kg | Xochitl Mota-Pettis | Alexandria Town      | Jessica Derrell                    |
| 62 kg | Ana Godinez         | Nathaly Grimán       | Kayla Miracle Laís Nunes           |
| 65 kg | Mallory Velte       | Paula Montoya        | Aleah Nickel                       |
| 68 kg | Forrest Molinari    | Ámbar Garnica        | Janet Sobero Hangelen Llanes       |
| 72 kg | Amit Elor           | Luisa Mosquera       | Katie Mulkay                       |
| 76 kg | Milaimys Marín      | Tatiana Rentería     | Génesis Reascos Justina Di Stasio  |